# Xenaspoides ichneumoneus
Xenaspoides ichneumoneus är en tvåvingeart som beskrevs av Frey 1930. Xenaspoides ichneumoneus ingår i släktet Xenaspoides och familjen bredmunsflugor.
Artens utbredningsområde är Filippinerna. Inga underarter finns listade i Catalogue of Life.